# Sven Hassel
Sven Hassel  taktéž Sven Hazel, vlastním jménem Børge Willy Radsted Arbing (* 19. dubna 1917 Fredensborg, Frederiksborgs Amt – 21. září 2012) byl dánský spisovatel.

## Život
Byl vychován tradiční dánskou výchovou pracující třídy. Již od 14 let pracoval na lodích jako stevard. V roce 1936 ukončil základní vojenskou službu.
Podle jeho verze pro velikou nezaměstnanost, jež v té době Dánsko sužovala, se přesunul do Německa, kde vstoupil jako dobrovolník do Wehrmachtu, kde se stal členem 2. jízdního pluku. Jako voják německé branné moci se zúčastnil také tažení na Polsko, po této zkušenosti dezertoval. Byl chycen a odveden do koncentračního tábora. Z koncentračního tábora byl opětovně povolán do armády jako člen tzv. trestního praporu a poslán na východní frontu. Zde bojoval jako člen 2., 11. a 27. tankového pluku. Postupem času se však dostal prakticky na všechny fronty, vyjma severní Afriky. Hassel byl celkem osmkrát raněn.
V letech 1945 až 1949 byl válečný zajatec a pobýval v ruských, amerických, francouzských a dánských zajateckých táborech. V tomto období také napsal svoji knihu Legie prokletých, která byla v Dánsku vydána v roce 1953. Od roku 1964 žil se svojí ženou v Barceloně ve Španělsku. Byl ženatý (∞ 1951) s Dorthe Jensen a má syna Michaela (* 1952).
V létě 1963 dánský novinář Georg Kringelbach zjistil, že Hassel ve skutečnosti pracoval pro dánskou verzi gestapa (ET). Odhalení vedlo k emigraci Hassela do frankistického Španělska v roce 1964.[zdroj?]

## Dílo
Napsal celkem 14 knih, všechny pojednávají o válečných útrapách a jsou zčásti autobiografické. Knihy jsou psané jako seriál, ve všech vystupují prakticky stejné postavy a autor popisuje jejich vývoj, život i smrt. Jsou to Porta, Drobeček, Legionář, Dědek, Heide, Gregor Martin, Barcelona-Blom a Sven sám. Z těchto osob ale přežijí válku jen Drobeček, Legionář, Heide, Gregor Martin a Sven.

### Vydané knihy
- Legie prokletých
- Krvavý batalion
- Kola hrůzy
- Generál SS
- Druzi ve smrti
- Krev a mráz
- Vláda pekel
- Krvavá cesta na smrt
- Válečný soud
- Vojenská káznice
- Komisař
- Gestapo
- A zničte Paříž
- Monte Cassino

Tyto romány byly přeloženy do 17 jazyků, Hassel publikoval ve více než 50 zemích. Po celém světě bylo prodáno více než 53 000 000 výtisků.

## Hasselův odkaz
Sven Hassel varuje mladé proti válce tím, že píše o řadových vojácích, jejich těžkém údělu, který popisuje „bez obalu“. Jeho romány jsou vnímány jako antimilitaristické.

## Filmové adaptace
Filmového zpracování se dočkala kniha Kola hrůzy v britsko-americkém snímku The Misfit Brigade z roku 1987.